# Sitticus diductus
Sitticus diductus là một loài nhện trong họ Salticidae.
Loài này thuộc chi Sitticus. Sitticus diductus được Octavius Pickard-Cambridge miêu tả năm 1885.